# Einar Lyttik
Einar Lyttik en af Danmarks mest vindende bordtennisspillere gennem tiderne og den dominerende skikkelse på herresiden i perioden fra midt i 1950'erne til midt i 1960'erne. Han opnåede i alt 33 danmarksmesterskaber, heraf seks i herresingle.[kilde mangler]